# Longocepheus globosus
Longocepheus globosus är en kvalsterart som beskrevs av Grobler 1995. Longocepheus globosus ingår i släktet Longocepheus och familjen Tetracondylidae. Inga underarter finns listade i Catalogue of Life.